# استرپتوکوک راتی
استرپتوکوک راتی، گونه‌ای از استرپتوکوک است که به شکل سلول‌های بیضوی یا کروی و زنجیره‌های کوتاه یا جفت دیده می‌شود. این باکتری، اولین بار از دهان موش‌های آزمایشگاهی (رت) جدا شده‌است و به‌طور کمتر از انسان جدا گردیده‌است. تاکنون بیماریزایی آن در انسان به اثبات نرسیده‌است.

## ریخت‌شناسی و ویژگی‌های زیستی
- سلول‌های بیضوی به قطر ۰٫۸–۱٫۲ میکرومتر
- گرم مثبت و کاتالاز منفی
- در محیط آگار خوندار کلونی‌های آلفا-همولیتیک ایجاد می‌کند[۲]
- قادر به تخمیر ترهالوز و عدم تخمیر سوربیتول

## ژنتیک
ژنوم این گونه در سال ۲۰۱۶ توالی‌یابی شد و مشخص گردید حاوی حدود ۲٫۱ مگاباز DNA و ۲۰۰۰ ژن کدکننده پروتئین است. برخی ژن‌های مرتبط با تشکیل زیست‌لایه مانند gtfB در این گونه شناسایی شده‌اند.

## اکولوژی و پراکنش
این باکتری عمدتاً در دهان جوندگان به ویژه رت‌های آزمایشگاهی یافت می‌شود. مطالعات اخیر حضور آن را در ۱۵٪ نمونه‌های پلاک دندانی انسان گزارش کرده‌اند. نقش اکولوژیک آن احتمالاً رقابت با استرپتوکوک موتانس بر سر منابع قندی است.

## اهمیت بالینی
اگرچه در انسان بیماری‌زا شناخته نمی‌شود، در مدل‌های حیوانی:  
- القاء پوسیدگی دندان در رت‌های مبتلا به نقص ایمنی[۷]
- مشارکت در تشکیل پلاک دندانی به عنوان گونه پیشگام[۸]